# Griffin Barrows
Griffin Barrows (* 1. April 1988 in South Carolina) ist ein US-amerikanischer homosexueller Pornodarsteller für Studios und privat auf Paid-Content-Webseiten wie OnlyFans und JustFor.Fans, wofür er 2019 mit einem Grabby Award ausgezeichnet wurde.

## Leben und Karriere
Griffin Barrows wuchs in South Carolina auf und lebte mehrere Jahre in Chicago. Er erwarb einen akademischen Abschluss in Literatur und arbeitete als Konditor, bevor er, um zusätzliches Geld zu verdienen, in die Pornografie einstieg. Seit 2014 ist er unter dem Namen Barrows, der vor seinem ersten Szenendreh für ihn als Pseudonym ausgewählt worden war, als Studiodarsteller tätig. Er begann bei ChaosMen und zog weiter zu Men.com und NextDoor Studios. Im November 2017 ging ein Video seines JustFor.Fans-Accounts viral, das auf Twitter mehrere Millionen Klicks erhielt. Seitdem gehört Barrows zu den drei beliebtesten Darstellern der Website. Bei seinen Amateurpornovideos auf Twitter und Paid-Content-Accounts ist er vor allem dafür bekannt, Deepthroating und Handjobs auszuführen, und ist häufig mit Szenenpartner Gabriel Cross zu sehen.
2019 führte er auf JustFor.Fans die Liste der Accounts schwuler Performer mit den meisten Followern an und gewann bei den Grabby Awards den von der Website gesponserten Fan-Award. Barrows ist in dem Dokumentarfilm OnlyFans: Selling Sexy von ABC News vertreten.

## Filmografie
- 2016: His Hot Brother In Law, MileHigh
- 2016: Skiff: Rough Trade, Hothouse Entertainment
- 2016: Taking Down the Conversatives, Men.com
- 2016: Train Me, Bromo
- 2016: What Happens In Vegas, Men.com
- 2017: Caught Cock-Handed, Next Door Entertainment
- 2017: Dom, Juicy Boys
- 2017:  Ex_Machina: A Gay XXX Parody, Men.com
- 2017: Fleet Week, Men.com
- 2017: He’s Tempted by Cock 7, Man Royale
- 2017: Heartbreakers, Men.com
- 2017: Intimate Seductions 10, Man Royale
- 2017: Intruder, Juicy Boys
- 2017: Love that Bareback Action, Next Door Entertainment
- 2017: Prohibition, Men.com
- 2017: Shower Bait, Driveshaft Video
- 2017: Star Wars: The Gay Awakens, Men.com
- 2017: Swallow It All 5, Man Royale
- 2017: Thoroughbred, Men.com
- 2017: Twin Peaks: A Gay XXX Parody, Men.com
- 2017: Urban Spokes, Falcon Studios
- 2017: Warehouse Chronicles, Juicy Boys
- 2018: Bros Who Blow, Next Door Entertainment
- 2018: Restricted Pleasure, Juicy Boys
- 2019: Orgies, Fourgies and 3-Ways, Guys In Sweatpants
- 2019: Rubbed 5, Chaos Men
- 2019: Serviced 19.2, Chaos Men
- 2019: Serviced 22, Chaos Men
- 2020: First Fuck Bottoms, Guys In Sweatpants
- 2020: Shear Chaos 36, Chaos Men
- 2020: Shear Chaos 37, Chaos Men

Anderes
- 2021: OnlyFans: Selling Sexy (Dokumentarfilm)

## Auszeichnung und Nominierungen
Cybersocket Awards 2020
- Just for.fans Model of the Year – Nominierung

GayVN Awards 2019
- Beste Dreier-Szene: Every Hole Gets Filled (2018, Guys In Sweatpants) – Nominierung, mit Ash Hendricks und Miller Axton

Grabby Awards 2019
- Just for.Fans Fan Favorite – Gewinner

Raven’s Eden Awards 2020
- Best Condom Performer – Nominierung
- Cocksucking King (Best Oral) – Nominierung

StraightUpGayPorn Awards 2018
- Beste Dreier-Szene: Every Hole Gets Filled